# Louis Ellies Dupin
Louis Ellies Dupin (17 czerwca 1657 - 6 czerwca 1719) – francuski historyk kościelny. 
Urodził się i zmarł w Paryżu. Studiował na Sorbonie.
Opublikował wiele dzieł, między innymi "Nouvelle bibliothèque ecclésiastique" (58 tomów)